# Mandirola
Mandirola, biljni rod iz porodice gesnerijevki sa 3 vrste rasprostranjene u Brazilu. Dio je podtribusa Gloxiniinae.

## Etimologija
Rod je ime je dobio po Augustinu Mandiroli, koji je 1652. prvi put opisao razmnožavanje stabla naranče lisnim reznicama.

## Opis roda
Mandirola jer rod, koji je ponovno uskrsnuo kako bi se uključile tri brazilske vrste koje su ranije bile uključene u Gloxinia: G. ichthyostoma, G. multiflora i G. rupestris. Mandirola je bliskije povezana s osebujnim brazilskim rodom Goyazia nego s Gloxinia i iako su obje skupine blisko povezane s Gloxinia, razlikuju se od tog roda na mnogo načina i stoga se održavaju kao različiti rodovi. To su kopnene višegodišnje biljke s ljuskastim rizomima. Stabljika je uspravna. Listovi nasuprotni ili trostruki, ± izofilni, peteljkasti, lamina s 5-6 pari žila. Cvjetovi u aksilarnim, brakteolatnim parnim cvjetovima, često s kratkom peteljkom, ili pojedinačni, upadljivi. Čašice slobodne. Vjenčić ružičast, boje lavande ili ljubičast. Prašnika 4; prašnici koherentni. Nektarij prstenasti. Ovarij donji; stigma izrazito dvokrilna. Plod suha kljunasta kapsula. Sjemenke brojne, sitne, rombične do elipsoidne. Broj kromosoma: 2n = 26.

## Vrste
1. Mandirola hirsuta (DC.) A.O.Araujo & Chautems
2. Mandirola ichthyostoma (Gardner) Seem. ex Hanst.
3. Mandirola rupestris (Gardner) Roalson & Boggan